# Combat de Dourdain
Chouannerie
Batailles
Le combat de Dourdain a lieu en novembre 1795, pendant la Chouannerie. Il s'achève par la victoire des chouans qui s'emparent du bourg de Dourdain.

## Prélude
Le déroulement de ce combat est rapporté par l'officier chouan Toussaint du Breil de Pontbriand, dans ses mémoires. D'après son récit, Henri du Boishamon décide de mener une attaque contre le bourg patriote de Dourdain, en représailles à un raid mené sur Val-d'Izé par des gardes territoriaux de cette commune au cours duquel deux chouans avaient été surpris et assassinés,,. Pontbriand et Pierre Rossignol viennent également se joindre à cette expédition avec leurs colonnes,. 

## Déroulement
Fortifié par les républicains autour du cimetière et de l'église, le bourg de Dourdain dispose d'une garnison de 25 hommes de troupes de ligne et d'un plus grand nombre de gardes territoriaux,. Les chefs chouans décident de mener l'attaque par deux côtés : Boishamon et Pontbriand dirigent le gros des forces, tandis que Rossignol est chargé de contourner le bourg avec sa colonne et de prendre position sur la route de La Bouëxière afin de s'opposer à l'arrivée d'éventuels renforts,. 
Boishamon adresse d'abord une sommation, qu'il fait porter par un habitant,. Mais d'après Pontbriand, le commandant républicain était encore occupé à la lire lorsque les chouans commencent à investir le bourg,. Les républicains opposent une vive fusillade depuis le cimetière et l'église, mais en quelques minutes les royalistes escaladent les murs et les retranchements sur deux côtés,. Une partie des défenseurs du cimetière sont tués et les patriotes retranchés dans l'église paniquent et prennent la fuite,. 
Les républicains s'enfuient hors du bourg et se rallient au château du Plessis-Pilet, où ils sont rejoints par une centaine d'hommes venus des communes voisines,. Leur retraite n'est pas coupée par la colonne de Rossignol, qui a pris du retard et ne s'est même pas encore mise en marche au moment où le bourg était emporté,. Les patriotes prennent une position avantageuse dans les jardins du château et font « un feu très vif » lorsque les chouans font leur apparition,. Cependant Boishamon détache deux compagnie pour tourner les républicains sur leur gauche, ce qui provoque la panique de ces derniers qui craignent de se retrouver encerclés,. Les républicains fuient « avec tant de précipitation », que les chouans ne trouvent que quelques morts sur place quand ils investissent le Plessis-Pilet,.
Pontbriand se sépare de Boishamon après le combat et retourne à Saint-M'Hervé, où il licencie sa colonne pour une durée de six jours,.

## Pertes
Les pertes du combat ne sont pas connues, mais d'après Pontbriand le poste de Dourdain est abandonné après le combat, « une partie des plus exaltés ayant péri dans l'attaque du bourg »,. Les chouans ramassent environ cinquante fusils et une petite quantité de cartouches,,.